# Pałac w Krasnym Dłusku
Pałac w Krasnym Dłusku – zabytkowy pałac zlokalizowany w centrum wsi Krasne Dłusko w gminie Przytoczna.
Obiekt stanowi dominantę kompozycyjną miejscowości. Pierwsza wzmianka o dworze w osadzie pochodzi z 1734. Właścicielem był Franciszek Poniński – starosta kopanicki. W XVIII wieku istniała tu kaplica dworska, w której nabożeństwa odprawiali cystersi z Rokitna. Obecny pałac to budowla murowana, piętrowa, pochodząca z końca XIX wieku. Obiekt zbudowano na rzucie prostokątnym, a bryłę wzbogacono trzema ryzalitami od frontu oraz nakryto dachem dwuspadowym, który pokryty jest dachówką karpiówką. Dobudówki po bokach powstały nieco później niż całość pałacu. Elewacje są symetryczne, siedmioosiowe. Główne wejście ulokowane centralnie. Nad nim balkon. Wnętrze dwutraktowe, sień na osi. Wewnątrz zachowało się częściowo oryginalne wyposażenie (stolarka, boazerie, piec). Pałacowi towarzyszy park i zabudowania folwarczne. W pałacu funkcjonuje ośrodek wypoczynkowy Leśny Dwór.